# 武街之战
武街之战是唐朝与吐蕃的战争中的一次战役。开元二年（714年）八月至十月，吐蕃军队与唐军在洮州（治所在美相县，今甘肃省临潭县）等地的作战。
714年八月二十日，吐蕃大将坌达延、乞力徐等率军十余万兵临洮州，随后攻打兰州（今甘肃省兰州市）和渭州（治所在襄武县，今甘肃省陇西县东）的渭源县，夺下唐朝大量牧马。鄯州都督杨矩当初请求唐朝赐给吐蕃河西九曲之地，现在成为吐蕃军事据点，于是后悔自尽。唐玄宗派摄左羽林将军陇右防御使薛讷、右骁卫将军郭知运率部将杜宾客、王晙、安思顺统大军抵抗。十月，吐蕃再次进攻渭源。唐玄宗下诏表示要亲征，发动兵十余万士卒，四万匹战马。十月初十，薛讷大軍抵达武街驿（今甘肃省临洮县东）。陇右群牧使王晙率两千兵马抵达二十里外的大来谷口，配合薛讷。坌达延有十万驻兵，王晙选七百勇士穿着吐蕃军装，分前后两队，乘夜偷袭。前队杀到吐蕃营中大声呼喊，五里外的后队吹响号角。吐蕃军认为是唐军主力，自相踩踏，死者万余。王晙获胜，率兵抵达武街驿。再选壮士夜袭吐蕃。吐蕃军大乱，薛讷率兵与王晙，前后夹攻，吐蕃大败。唐军乘胜追至洮水（今甘肃省临潭县西北），在长城堡（今甘肃省临洮县境内）再败吐蕃，斩首一万七千，截获牛羊一百二十万头。吐蕃拼死抗争，唐将太子右卫率丰安军使郎将王海宾陷入敌阵，最终战死沙扬。薛讷率军赶到后，吐蕃全军覆没，洮水不流，蕃将六指乡弥洪被擒。吐蕃军阵亡数万，尽得其所掠夺的羊马。此战，是自武周以来，唐朝与吐蕃的战争中少有的大获全胜。